# Прилив (Ивановская область)
 Прилив — деревня в Шуйском районе Ивановской области. Входит в состав Перемиловского сельского поселения.

## География
Находится в центральной части Ивановской области на расстоянии менее 1 км на северо-восток по прямой от районного центра города Шуя на левом берегу речки Мардас.

## Современное состояние
Деревня образована в советское время, долгое время входила в состав колхозов им. Сталина и "Россия". Деревня имеет регулярную структуру с расположением жилой индивидуальной застройки вдоль нескольких параллельных улиц. Вся селитебная зона располагается на юге населенного пункта. На севере находятся общественные здания: школа, дом культуры, детский сад. Внутри общественной застройки размещаются среднеэтажные многоквартирные жилые дома. К югу от деревни располагается зона сельхозпроизводства и примыкающее к ней кладбище. На юго-востоке от деревни находится особо охраняемая территория «Осиновая гора».

## Население
Постоянное население составляло 502 человека в 2002 году (русские 96 %), 502 в 2010.